# Одружені … та з дітьми (сезон 3)
Цей сезон телесеріалу «Одружені … та з дітьми» був відмічений великим зростом популярності шоу після дій Террі Ракольт, пов'язаних з об'явою бойкота серіалові одразу після виходу серії «Her Cups Runneth Over». Також цей сезон містив загублений епізод «I'll See You in Court», який був показаний через декілька років після виходу серіалу.
| № | Дата показу        | Оригінальна назва                 | Українська назва                     | Сценарист(и)                          | Режисер(и)          |
| --- | ------------------ | --------------------------------- | ------------------------------------ | ------------------------------------- | ------------------- |
| 3.01 | 27 листопада, 1988 | Poke High                         | Високий стрибок                      | Ральф Фаркер                          | Джеррі Коен         |
| Футболіст, учень середньої школи, погрожує побити рекорд Ела. |                    |                                   |                                      |                                       |                     |
| 3.02 | 6 листопада, 1988  | He Thought He Could               | Він думав, що він міг                | Майкл Г. Мойє, Рон Левітт             | Джеррі Коен         |
| Ел виявляє, що у нього зберігається з 1957 року книга з бібліотеки «Моторчик, який зміг». Він йде до бібліотеки, щоб повернути книгу, і зустрічає ту ж товсту бібліотекарку, яка видавала її у 1957 році. |                    |                                   |                                      |                                       |                     |
| 3.03 | 20 листопада, 1988 | I'm Going to Sweatland            | Я йду до Світленду                   | Памела Вік, Сузанн Крідланд Вік       | Джеррі Коен         |
| Пеггі впевнена, що бачила Елвіса, Марсі теж помічає яскраву пляму, яка нагадує кольором одяг Елвіса, але на сорочці Ела. Фанати Елвіса вирушають у Чикаго, де живуть Банді, зграями, щоб лише подивитись. |                    |                                   |                                      |                                       |                     |
| 3.04 | 11 грудня, 1988    | The Camping Show                  | Кемпінг шоу                          | Марсі Восбург, Сенді Спранг           | Джеррі Коен         |
| Ще одні вихідні проходять непомітно для Роадсів та Банді, коли у Пеггі, Келлі та Марсі — у всіх жінок одночасно — настає винятковий період, який віддаляє чоловіків. |                    |                                   |                                      |                                       |                     |
| 3.05 | 8 січня, 1989      | A Dump of My Own                  | Дірка для мене особисто              | Майкл Г. Мойє, Рон Левітт             | Джеррі Коен         |
| Ел планує втілити свою мрію — побудувати ексклюзивний туалет у гаражі. |                    |                                   |                                      |                                       |                     |
| 3.06 | 15 січня, 1989     | Her Cups Runneth Over             | Подарунок до Дня нарождения          | Марсі Восбург, Сенді Спранг           | Джеррі Коен         |
| Ел та Стів вирушають у модний бутік, щоб купити Пеггі новий бюстгальтер на День нарождения. |                    |                                   |                                      |                                       |                     |
| 3.07 | 29 січня, 1989     | The Bald and the Beautiful        | Лисі та вродливі                     | Жуль Денніс, Річард Мюллер            | Джон Сгуелья        |
| Стів виявляє, що починає лисіти, і за компанію переконує Ела, що з ним діється те ж саме. |                    |                                   |                                      |                                       |                     |
| 3.08 | 19 лютого, 1989    | I'll See You in Court             | Побачимось у суді                    | Жан Барух, Джинн Романо               | Джеррі Коен         |
| Банді та Роадси пред'являють позов мотелю після того, як Ел та Пеггі дізнаються, що мотель записав на плівку Роадсів під час заняття сексом. |                    |                                   |                                      |                                       |                     |
| 3.09 | 5 лютого, 1989     | The Gypsy Cried                   | Провісниця                           | Річард Гурман                         | Джеррі Коен         |
| Коли передбачення, дані Елові, Пеггі та Стіву, збуваються, Марсі починає боятись, що її теж збудется — а їй була передбачена смерть. |                    |                                   |                                      |                                       |                     |
| 3.10 | 12 лютого, 1989    | Requiem for a Dead Barber         | Реквієм за перукарем                 | Майкл Г. Мойє, Рон Левітт             | Джеймс Ерік Хорнбек |
| Ел відрощує волосся після того, як його перукар помирає, але незабаром стає схожим на жінку і тепер просто повинен вирушити до салону. |                    |                                   |                                      |                                       |                     |
| 3.11 | 26 лютого, 1989    | Eatin' Out                        | Вечеря у ресторані                   | Сенді Спранг, Марсі Восбург           | Джеррі Коен         |
| Банді отримують трохи грошей від родича, і вони вирішуют піти у дорогий ресторан. Але Ел випадково забуває свій гаманець. Бад та Келлі, звісно, могли б повернутись і принести гаманець, але вони вирішують помучити своїх батьків у ресторані, які нездатні сплатити рахунок. |                    |                                   |                                      |                                       |                     |
| 3.12 | 18 березня, 1989   | My Mom, the Mom                   | Моя мама — це мати                   | Ліза Кайт, Сінди Бегел, Жан Розенблюм | Джеррі Коен         |
| Пеггі йде до школи Келлі у день матерів-дочок і розповідає про те, яке це задоволення — бути домогосподаркою; тим часом Бад усвідомлює ціну долара після того, як розбиває вікно до Роадсів. |                    |                                   |                                      |                                       |                     |
| 3.13 | 25 березня, 1989   | Can't Dance, Don't Ask Me         | Не вмієш танцювати — не запитуй мене | Роберт Юлін, Гебріелль Топпінг        | Джеррі Коен         |
| Келлі повинна станцювати чечітку у сольному виконанні, тому що так розпорядилась доля. |                    |                                   |                                      |                                       |                     |
| 3.14 | 12 квітня, 1989    | A Three Job, No Income Family     | Я — мій найкращий клієнт             | Річард Гурман                         | Джеррі Коен         |
| Ел знаходить другу роботу, намагаючись дістати більше грошей, аніж Пеггі, після того як вона починає заробляти, продаючи косметику. |                    |                                   |                                      |                                       |                     |
| 3.15 | 29 грудня, 1989    | The Harder They Fall              | Переслідувач                         | Еллен Л. Фогл                         | Джеррі Коен         |
| Стів побоюється, що його поб'ють: Пеггі показала одному чолоікові «палець», коли Стів був за кермом. |                    |                                   |                                      |                                       |                     |
| 3.16 | 9 квітня, 1989     | The House That Peg Lost           | Дім, який Пеггі втратила             | Стів Гренат, Мел Шерер                | Джеррі Коен         |
| Стів та Марсі прохають Пеггі подивитись за їхнім будинком, але коли пересувна компанія запитує про «Стівс Роадхауз», Пеггі дозволяє їм відбуксувати будинок Роадсів. Таким чином, Роадси повинні провести ніч у Банді — де Келлі влаштовує нічну вечірку. |                    |                                   |                                      |                                       |                     |
| 3.17 | 23 квітня, 1989    | Married … with Prom Queen, Part 1 | Моя дружина, королева, ч. 1          | Еллен Л. Фогл                         | Джеррі Коен         |
| Ел та Пеггі йдуть на зустріч колишніх однокласників. Пеггі хотіла б стати королевою балу, вона витрачає великі гроші, обдзвонюючи старих друзів і придбаючи новий одяг заради того, щоб її обрали. Але коли вона вже близька до перемоги і вирішує, що набрала більшість голосів, прибуває її конкурентка Конні Бендер і підносить Пеггі сюрприз.                                                                                     |                    |                                   |                                      |                                       |                     |
| 3.18 | 30 квітня, 1989    | Married … with Prom Queen, Part 2 | Моя дружина, королева, ч. 2          | Еллен Л. Фогл                         | Джеррі Коен         |
| Пеггі відчайдушно бореться за голоси, але здається, що більшість все ж буде голосовати за Конні. Бад та Келлі разпитують Марсі та Стіва про шістдесяті роки, а пізніше перевдягаються у одяг хіпі, і приходять на бал. Ел зустрічає свого колишнього конкурента Джека, який виявляється чоловіком Конні. Ел та Джек вирішують «вийти побалакати» як чоловік з чоловіком. Тим часом, вибори королеви починаються… але чи переможе Пег? |                    |                                   |                                      |                                       |                     |
| 3.19 | 7 травня, 1989     | The Computer Show                 | Комп'ютерне шоу                      | Сара В. Фінні, Вайда Спірс            | Джеррі Коен         |
| Стів та Марсі переконують Пеггі придбати для родини комп'ютер, але у результаті ніхто не користується ним. |                    |                                   |                                      |                                       |                     |
| 3.20 | 14 травня, 1989    | The Dateless Amigo                | Герой сучасного світу                | Ральф Фаркер                          | Джеррі Коен         |
| Бад намагається знайти дівчину, яка буде зустрічатись з ним, коли обидва його друзі вже мають подруг. |                    |                                   |                                      |                                       |                     |
| 3.21 | 21 травня, 1989    | Life's a Beach                    | Життя на пляжі                       | Ральф Фаркер                          | Джеррі Коен         |
| Родина відвідує пляж, де Ел зустрічає колишню подругу, а Бад та Келлі — обоє очікують побачень. |                    |                                   |                                      |                                       |                     |
| 3.22 | 27 травня, 1989    | Here's Lookin' at You, Kid        | Вона дивиться на тебе, хлопче…       | Лен О'Нілл                            | Джеррі Коен         |
| Пеггі обурюють ревнощі, вона намагається заявити про себе. Тим часом, Ел вмовляє Бада припинити знущатись над Келлі та допомогти їй у її заняттях. |                    |                                   |                                      |                                       |                     |